# Alborache (kommunhuvudort)
Alborache är en kommunhuvudort i Spanien.   Den ligger i provinsen Província de València och regionen Valencia, i den östra delen av landet, 280 km öster om huvudstaden Madrid. Alborache ligger 296 meter över havet och antalet invånare är 948.
Terrängen runt Alborache är kuperad åt sydväst, men åt nordost är den platt.Runt Alborache är det ganska tätbefolkat, med 54 invånare per kvadratkilometer. Närmaste större samhälle är Buñol, 4,0 km norr om Alborache. Omgivningarna runt Alborache är i huvudsak ett öppet busklandskap.